# 道虎沟乡
道虎沟乡，是中华人民共和国河北省承德市平泉市下辖的一个乡镇级行政单位。

## 行政区划
道虎沟乡下辖以下地区：
双峰社区村、东梁村、广兴店社区村、丁杖子村、上泉子村、大河北村、刘家店村、骑马沟村、高创沟村、老爷庙村、大营子村和李家梁子村。